# درو، فرانسه
درو، فرانسه (به فرانسوی: Dreux) یک کامین در فرانسه است که در Canton of Dreux-Est واقع شده‌است.

## خصوصیات
درو ۲۴٫۲۷ کیلومترمربع مساحت و ۳۱٬۲۱۲ نفر جمعیت دارد.

## خواهرخوانده
شهرهای بواتزن، تودی (ایتالیا)، ملزونگن، کودوگو، ایوشام و لریکی خواهرخوانده‌های درو، فرانسه هستند.